# Jean-Pierre Sydler
Jean-Pierre Sydler (* 1921 in Neuchâtel; † 1988 in Zürich) war ein Schweizer Mathematiker und Bibliothekar, der für seine Arbeit in der Geometrie, insbesondere über das dritte hilbertsche Problem, bekannt ist.

## Leben
Jean-Pierre Sydler wurde 1921 in Neuchâtel in der Schweiz geboren. Er erhielt 1943 sein Diplom an der Eidgenössischen Technischen Hochschule Zürich (ETH) und wurde dort 1947 mit der Dissertation Des hyperquadriques et droites associées de l'espace à n dimensions unter Louis Kollros und Ferdinand Gonseth promoviert.
1950 wurde er Bibliothekar an der ETH, veröffentlichte aber weiter mathematische Arbeiten. 1963 wurde er Bibliotheksdirektor und bereitete den Weg für die Automatisierung der Bibliothek. Er behielt diese Stelle bis zu seinem Ruhestand 1986 und verstarb 1988 in Zürich.
1965 gelang Sydler die Lösung des dritten hilbertschen Problems, indem er zeigte, dass zwei Polyeder genau dann zerlegungsgleich sind, wenn sie in Volumen und Dehn-Invariante übereinstimmen. 1966 wurde ihm die Goldmedaille der Königlichen Dänischen Akademie der Wissenschaften verliehen.